# Isola d'Elba (traghetto)
L'Isola d'Elba è stato un traghetto, appartenuto alla Navigazione Toscana dal 1969 al 1980.

## Servizio
Varato il 24 febbraio 1961 nei cantieri navali tedeschi Martin Jansen GmbH & Co. KG Schiffswerft und Maschinenfabrik di Leer con il nome di Skåne e consegnato nel giugno successivo alla I/S Kastrup-Malmö Linien, prende servizio nei collegamenti tra Kastrup e Malmö il 26 giugno.
Il 29 giugno 1961 si arena al largo di Kastrup e vi rimane per 10 ore. Liberato, viene posto fuori servizio e sottoposto a lavori di manutenzione, rimanendo fermo fino al 29 dicembre 1962, giorno in cui viene rilevato dalla Intressentselskab.
Nel dicembre del 1966 viene venduto alla Sardegna Elba di Navigazione S.p.A (Sar.E.Na) dell'armatore Domenico Lorenzi e, ribattezzato Isola d'Elba, viene trasferito nei primi giorni di gennaio 1967 a Livorno. Presentato il 28 gennaio a Portoferraio, prende servizio il 1º febbraio sulla Piombino-Portoferraio.
Nell'agosto del 1967, con il passaggio della maggioranza azionaria della Navigazione Toscana dal gruppo Cameli di Genova alla società Flaminia Nuova di Roma, di cui Domenico Lorenzi fu nominato amministratore delegato e direttore generale, l'Isola D’Elba assume dal 1º Agosto i colori bianco e nero della Navigazione Toscana, passando ufficialmente a quest'ultima il 29 Luglio 1967. Completato il trasferimento, prende servizio nei collegamenti tra Piombino, Rio Marina, Porto Azzurro, Pianosa.
Nel novembre del 1980 viene temporaneamente trasferito alla Caremar per sostituire l'Adeona, noleggiato a Siremar.
Nel 1984 viene venduto alla Roseway Lines Co. Ltd. e ribattezzato Corfù Rose con l'intenzione di inserirlo nei collegamenti tra Otranto, Corfù e Igoumenitsa, ma tuttavia non entrò mai in servizio e nel settembre dello stesso anno viene ceduto alla greca Pnoi Shipping Co. e ribattezzato Thiaki, entrando in servizio tra Astakos, Vathi e AG. Efima.
Il 30 luglio 1997 viene venduto alla Far East Mar. S.A.  e ribattezzato Vlora V, prendendo servizio sulla Valona-Brindisi.
Nel 2000 viene disarmato a Brindisi e nel 2001 issa bandiera boliviana.
Nel 2008, dopo 8 anni di disarmo, semiaffonda nel porto di Brindisi.